# زیردریایی تیپ یوسی‌آی
زیردریایی تیپ یوسی‌آی (به انگلیسی: German Type UC I submarine) یک کلاس از زیردریایی است که طول آن ۳۳٫۹۹ متر (۱۱۱ فوت ۶ اینچ) می‌باشد.